# The Forbidden Kingdom
The Forbidden Kingdom är en amerikansk-kinesisk äventyrsfilm från 2008 regisserad av Rob Minkoff och med Jackie Chan i en av huvudrollerna. Filmen producerades av Relativity Media och distribueras av Lionsgate och The Weinstein Company.

## Inledande handling
Jason Tripitikas är en kampsportintresserad pojke som ofta cyklar till en videoaffär. Där säljs det bara Hongkong-filmer och affären ägs av den gamle mannen Old Hop (Jackie Chan). En dag när pojken är på väg hem från affären upptäcker ett gäng huliganer att han känner Hop. De tvingar honom att återvända till Hop så att de kan råna honom. Under rånet blir Hop skjuten i bröstet och ger Jason en stav som han ska lämna till dess rätta ägare. Jason flyr men blir jagad av gänget och faller sedan ner för ett hustak och hamnar då i en annan värld och i en annan tid.
Jason hamnar i en by liknande det forna Kina. Byn blir anfallen av en mindre trupp soldater som upptäcker Jason. Han flyr men blir snabbt omringad av tre ryttare. En man som heter Lu Yang (Jackie Chan) dyker upp, besegrar soldaterna och rider iväg med Jason. När de väl är i säkerhet i ett tehus berättar Lu Yang att Jason kom hit med hjälp av staven som han måste lämna till Monkey King (Jet Li) för att uppfylla en gammal profetia. 

## Om filmen
The Forbidden Kingdom regisserades av Rob Minkoff.

## Rollförteckning (urval)
- Jet Li - The Monkey King / The Silent Monk
- Michael Angarano - Jason Tripitikas
- Jackie Chan - Lu Yang / Old Hop
- Yifei Liu - Golden Sparrow / Chinatown Girl
- Collin Chou - Jade Warlord
- Juana Collignon - Southie Girl
- Morgan Benoit - Lupo
- Bingbing Li - Ni Chang